# Herbert George Dymott
Herbert George Dymott (7 settembre 1906 – La Valletta, 8 maggio 1942) è stato un militare britannico, capitano di corvetta della Royal Navy.

## Carriera militare
Dymott entra nella Royal Navy nel giugno del 1924, nel 1927 viene promosso a sottotenente di vascello e nel 1929 diviene tenente di vascello.
Promosso a capitano di corvetta nel 1937, diverrà comandante del sottomarino HMS Olympus (N35) dal 25 gennaio 1940 al 20 agosto 1941 e nuovamente dal 4 settembre 1941 all'8 maggio 1942, giorno in cui morirà insieme a gran parte dell'equipaggio dell'Olympus in seguito alla collisione con una mina navale.
Nel piccolo periodo compreso fra il 20 agosto 1941 e il 4 settembre 1941, mentre il suo sottomarino Olympus era in riparazione, è stato comandante dell'HMS Severn.